# 俄罗斯外交部长
俄罗斯外交部长（俄語：Министры иностранных дел России）是俄罗斯政府高级官员之一，主管俄罗斯外交部。外交部长是总统直接任命的五位部长之一，另外四位分别为国防部长、内务部长、紧急情况部长和司法部长。尽管他们是内阁成员，但他们直接向俄罗斯总统负责。
与其他总统直属部长一样，外交部长由总统在与俄罗斯联邦委员会协商后提名并任命（而其他非总统部长则由俄罗斯总理提名，并经俄罗斯国家杜马批准后由总统任命）。外交部长还是俄羅斯聯邦安全會議的常任成员。